# Belief-Bias
Belief-Bias (englisch belief bias für Überzeugungsverzerrung oder Überzeugungsbias) bezeichnet eine kognitive Verzerrung. Hierbei wird die Stärke von Argumenten auf Basis der Plausibilität (Glaubwürdigkeit) beurteilt, anstatt wie stark oder wahrhaft diese für die Schlussfolgerung tatsächlich sind. Mit anderen Worten, wenn Menschen mit einer Sichtweise übereinstimmen, sind sie geneigt zu glauben, dass die verwendete Methode, um die Ergebnisse zu erhalten, auch richtig sein muss.

## Syllogismen
Ein Syllogismus ist eine Art logisches Argument, in dem eine Aussage (Konklusion) aus zwei oder mehreren anderen (Prämissen) einer bestimmten Form geschlossen wird. Ein klassisches Beispiel für einen gültigen Syllogismus ist:
Alle Menschen sind sterblich. (= Hauptproposition)
Sokrates ist ein Mensch. (= Untersatz)
Deshalb ist Sokrates sterblich. (= Schlussfolgerung)
Ein Beispiel eines ungültigen Syllogismus ist:
Alle Mädchen sind ehrgeizig.
Mädchen studieren hart.
Daher: Mädchen studieren hart, weil sie ehrgeizig sind.
Typischerweise identifiziert eine Mehrheit der Probanden in Studien diesen Syllogismus falsch, als einen, in dem die Schlussfolgerung aus den Prämissen erfolgt. Es könnte in der realen Welt wahr sein, dass a) Mädchen studieren und b) weil sie ehrgeizig sind. Allerdings ist dieses Argument ein Irrtum, weil der Abschluss nicht von seinen Prämissen unterstützt wird. Die Gültigkeit eines Arguments unterscheidet sich von der Wahrheit ihrer Schlussfolgerung: Es gibt gültige Argumente für falsche Schlussfolgerungen und ungültige Argumente für echte Schlussfolgerungen. Daher ist es ein Fehler, die Gültigkeit eines Arguments von der Plausibilität seines Abschlusses zu beurteilen. Dies ist der Denkfehler, bekannt als Belief-Bias.

## Ursachen
Beim Belief-Bias werden meist auf Grundlage von inakkuraten „Laientheorien“ (erfahrungsbasierten Überzeugungen) unrichtige affektive Vorhersagen getätigt (Hsee & Hastie, 2006). Obwohl zahlreiche Theorien über Sachverhalte hilfreich und korrekt sind, handelt es sich bei vielen anderen um einen Irrglauben. Hsee und Hastie (2006) führen folgendes Beispiel für eine inakkurate Laientheorie an: „Je mehr Alternativen zur Verfügung stehen, desto besser.“ Diese Theorie muss nicht immer zutreffen: Wenn z. B. einer Person ein Urlaub auf Hawaii geschenkt wird, so wird diese in der Regel damit zufrieden sein. Wird ihr ein Urlaub in Paris geschenkt, ebenso. Wird die Person hingegen vor die Wahl zwischen Paris und Hawaii gestellt, so tun sich Schwierigkeiten mit der uneingeschränkten Freude auf. Alternativen zu haben hebt die Unterschiede zwischen den Optionen hervor. Plötzlich ist die Person unzufrieden, dass Paris kein Meer und Hawaii keine großartigen Museen besitzt. Diese Enttäuschungen wären ohne die Wahl nicht aufgetaucht.

## Forschung
Der Belief-Bias ist ein Phänomen, das mindestens seit der Arbeit von Wilkins aus dem Jahr 1928 bekannt ist. In den 1940er und 50er Jahren erlangte er in der Sozialpsychologie einige Aufmerksamkeit, und zwar zu der Frage, wie Vorurteile (beliefs) das Denken beeinflussen.
In einer Reihe von Studien, von Evans, Barston und Pollard (1983), wurden Testpersonen mit der Beurteilung von klassischen Paradigmen beauftragt, mit zwei Prämissen und einer Schlussfolgerung. Mit anderen Worten, die Teilnehmer wurden um eine Bewertung der logischen Gültigkeit gebeten. Die Probanden zeigten jedoch einen Belief-Bias, sie bewiesen durch ihre Tendenz gültige Argumente mit unglaublichen Schlussfolgerungen zu verwerfen und ungültige Argumente mit glaubhaften Konklusionen zu billigen. Es scheint, dass anstelle von formalen Vorgehen und der Beurteilung logischer Gültigkeit, die Einschätzungen der Probanden auf persönlichen Überzeugungen beruhen.
Um zu testen, inwieweit die Testpersonen sich bei der Beurteilung der formalen Zulässigkeit der Schlussfolgerungen vom Glauben an deren lebenswirkliche Richtigkeit beeinflussen ließen, bzw. inwieweit die Testpersonen bei der Bearbeitung auf ihren erfahrungsbasierten Operationsmodus zurückgegriffen hatten, wurden die Fragen nach den Dimensionen gültig/ungültig (valid/invalid) und glaubhaft/nicht-glaubhaft (believable/unbelievable) variiert, so dass sich vier Kategorien von Items ergaben. Folglich zeigten diese Ergebnisse eine größere Akzeptanz von mehr glaubwürdigen (80 %), als unglaubwürdigen (33 %) Schlussfolgerungen. Die Teilnehmer legten auch Beweise für ihre logischen Kompetenzen dar und die Ergebnisse bekamen eine Steigerung der Akzeptanz von gültig (73 %) zu ungültig (41 %). Darüber hinaus gibt es einen kleinen Unterschied zwischen glaubwürdig und gültig (89 %) im Vergleich zu unglaublich und ungültig (56 %) (Evans, Barston & Pollard, 1983; Morley, Evans & Handley, 2004).